# Campionato italiano di pugilato professionisti maschile dei pesi gallo
Il Campionato italiano di pugilato pesi gallo organizzato dalla FPI, è la massima competizione pugilistica in Italia riservata ai pugili professionisti il cui peso è compreso tra 52,163 e 53,524 kg. Gli atleti vincitori si fregiano del titolo di campione d'Italia dei pesi gallo.

La prima edizione si svolse a Milano il 23 dicembre 1913, quando Carlo Sala sconfisse Giovanni Tonetti per knockout alla 5ª ripresa.

## Albo d'oro
| Ed. | Data       | Luogo                | Campione               | Verdetto      | Sfidante             |
| --- | ---------- | -------------------- | ---------------------- | ------------- | -------------------- |
| 1   | 23/12/1913 | Milano               | Carlo Sala             | V KOT (AB) 5  | Giovanni Tonetti     |
| 2   | 12/06/1914 | Milano               | Azzo Gentili           | V PT 15       | Carlo Sala           |
| 3   | 27/07/1916 | Como                 | Mario Cesereto         | V KOT (AB) 2  | Azzo Gentini         |
| 4   | 22/11/1919 | Como                 | Giovanni Borsetti      | V KOT 7       | Mario Cesereto       |
| 5   | 02/10/1921 | Roma                 | Pietro Petasecca       | V SQ 1        | Giovanni Bosetti     |
| 6   | 23/07/1922 | Bologna              | Giovanni Borsetti      | V KOT (AB) 10 | Pietro Petasecca     |
| 7   | 20/01/1923 | Roma                 | Tullio Alessandri      | V PT 15       | Giovanni Bosetti     |
| 8   | 15/05/1925 | Milano               | Domenico Bernasconi    | V KO 3        | Tullio Alessandrini  |
| 9   | 03/06/1929 | Bologna              | Domenico Bernasconi    | V KO 9        | Renato Castellenghi  |
| 10  | 08/02/1931 | Milano               | Alfredo Magnolfi       | V PT 15       | Achille Negri        |
| 11  | 06/12/1932 | La Spezia            | Alfredo Magnolfi       | V PT 12       | Giuliano Secchi      |
| 12  | 11/05/1933 | Milano               | Alfredo Magnolfi       | V PT 12       | Edelweis Rodriguez   |
| 13  | 14/07/1934 | Bologna              | Alfredo Magnolfi       | V PT 12       | Leone Blasi          |
| 14  | 21/10/1934 | Rimini               | Edelweis Rodriguez     | V PT 15       | Alfredo Magnolfi     |
| 15  | 17/01/1935 | Parma                | Gino Cattaneo          | V PT 15       | Edelweis Rodriguez   |
| 16  | 23/02/1935 | Bologna              | Gino Cattaneo          | V PT 12       | Leone Blasi          |
| 17  | 09/06/1935 | Brescia              | Gino Cattaneo          | V PT 12       | Edelweis Rodriguez   |
| 18  | 22/06/1935 | Pavia                | Gino Cattaneo          | V KOT 9       | Antonio Re           |
| 19  | 22/09/1935 | Pavia                | Alfredo Magnolfi       | V PT 12       | Gino Cattaneo        |
| 20  | 13/11/1935 | Cagliari             | Alfredo Magnolfi       | PARI 15       | Giovanni Masella     |
| 21  | 16/02/1936 | Milano               | Alfredo Magnolfi       | V PT 12       | Vincenzo Dell’Orto   |
| 22  | 21/07/1936 | La Spezia            | Giuliano Secchi        | V PT 12       | Alfredo Magnolfi     |
| 23  | 09/11/1936 | La Spezia            | Giuliano Secchi        | V PT 12       | Leone Blasi          |
| 24  | 07/08/1937 | La Spezia            | Giuliano Secchi        | V PT 12       | Edelweis Rodriguez   |
| 25  | 21/03/1938 | La Spezia            | Gino Cattaneo          | V PT 12       | Giuliano Secchi      |
| 26  | 09/10/1939 | Bergamo              | Gino Cattaneo          | V PT 15       | Luigi Bonanomi       |
| 27  | 24/04/1940 | Milano               | Gino Cattaneo          | V PT 12       | Giuliano Secchi      |
| 28  | 08/06/1940 | Lecco                | Luigi Bonanomi         | V PT 12       | Gino Cattaneo        |
| 29  | 29/06/1941 | Milano               | Luigi Bonanomi         | PARI 12       | Beniamino Serpi      |
| 30  | 22/09/1941 | Ferrara              | Arnaldo Tagliatti      | V PT 12       | Luigi Bonanomi       |
| 31  | 11/01/1942 | Ferrara              | Arnaldo Tagliatti      | V PT 12       | Beniamino Serpi      |
| 32  | 13/04/1942 | Ferrara              | Arnaldo Tagliatti      | V PT 12       | Luigi Bonanomi       |
| 33  | 18/03/1942 | Ferrara              | Gino Bondavalli        | V PT 15       | Arnaldo Tagliatti    |
| 34  | 06/09/1942 | Verona               | Gino Bondavalli        | V PT 12       | Ulderigo Sergo       |
| 35  | 01/12/1942 | Fiume                | Gino Bondavalli        | V PT 12       | Ulderigo Sergo       |
| 36  | 19/03/1944 | Trieste              | Gino Bondavalli        | PARI 12       | Ulderigo Sergo       |
| 37  | 21/05/1944 | Novara               | Gino Bondavalli        | PARI 12       | Antonio Morabito     |
| 38  | 21/12/1945 | Lucca                | Arturo Paletti         | V KOT (AB) 9  | Gino Bondavalli      |
| 39  | 23/09/1946 | Ferrara              | Guido Ferracin         | V PT 12       | Amleto Falcinelli    |
| 40  | 20/07/1947 | Ferrara              | Guido Ferracin         | V KOT 4       | Corrado Conti        |
| 41  | 06/09/1947 | Saronno              | Guido Ferracin         | V PT 12       | Angelo Caimi         |
| 42  | 05/12/1947 | Roma                 | Guido Ferracin         | V PT 12       | Alvaro Nuvoloni      |
| 43  | 04/09/1948 | Roma                 | Amleto Falcinelli      | V PT 12       | Alvaro Nuvoloni      |
| 44  | 24/01/1949 | Terni                | Amleto Falcinelli      | V PT 12       | Arturo Paoletti      |
| 45  | 13/04/1950 | Firenze              | Amleto Falcinelli      | PARI 12       | Tino Cardinale       |
| 46  | 04/10/1950 | Verona               | Alvaro Nuvoloni        | V PT 12       | Amleto Falcinelli    |
| 47  | 15/09/1951 | Cagliari             | Alvaro Nuvoloni        | PARI 12       | Gianni Zuddas        |
| 48  | 28/04/1952 | Terni                | Amleto Falcinelli      | V PT 12       | Alvaro Nuvoloni      |
| 49  | 06/09/1952 | Cagliari             | Gianni Zuddas          | V PT 12       | Amleto Falcinelli    |
| 50  | 26/09/1953 | Arezzo               | Mario D’Agata          | V SQ 9        | Gianni Zuddas        |
| 51  | 23/01/1954 | Napoli               | Mario D’Agata          | V KOT (AB) 4  | Luigi Fasulo         |
| 52  | 10/04/1954 | Milano               | Mario D’Agata          | V PT 12       | Gianni Zuddas        |
| 53  | 07/04/1955 | Cagliari             | Piero Rollo            | V PT 12       | Roberto Spina        |
| 54  | 26/01/1957 | Varese               | Piero Rollo            | V KOT 12      | Giancarlo Dugini     |
| 55  | 12/10/1958 | Cagliari             | Piero Rollo            | V PT 15       | Mario D’Agata        |
| 56  | 28/02/1959 | Pesaro               | Federico Scarponi      | V PT 12       | Gianni Zuddas        |
| 57  | 30/05/1959 | Cagliari             | Federico Scarponi      | V KOT (IM) 8  | Gianni Zuddas        |
| 58  | 21/11/1959 | Milano               | Mario Sitri            | V SQ 11       | Federico Scarponi    |
| 59  | 06/04/1960 | Ascoli Piceno        | Mario Sitri            | PARI 12       | Federico Scarponi    |
| 60  | 06/08/1960 | Cagliari             | Piero Rollo            | V PT 12       | Mario Sitri          |
| 61  | 13/12/1960 | Torino               | Piero Rollo            | PARI 12       | Ugo Milan            |
| 62  | 19/07/1962 | Roma                 | Federico Scarponi      | V PT 12       | Mario D’Agata        |
| 63  | 09/09/1962 | Pesaro               | Federico Scarponi      | PARI 12       | Giuseppe Linzalone   |
| 64  | 07/03/1963 | Varese               | Federico Scarponi      | PARI 12       | Primo Zamparini      |
| 65  | 28/06/1963 | Cremona              | Luigi Lucini           | V PT 12       | Federico Scarponi    |
| 66  | 14/11/1963 | Pesaro               | Giuseppe Linzalone     | V PT 12       | Luigi Lucini         |
| 67  | 15/02/1964 | Pesaro               | Giuseppe Linzalone     | V PT 12       | Nevio Carbi          |
| 68  | 03/10/1964 | Genova               | Federico Scarponi      | V KOT (IM) 10 | Giuseppe Linzalone   |
| 69  | 19/12/1964 | Milano               | Federico Scarponi      | V KOT (IM) 10 | Luigi Lucini         |
| 70  | 11/04/1965 | Salsomaggiore Terme  | Federico Scarponi      | V KO 7        | Luigi Lucini         |
| 71  | 11/06/1965 | Trieste              | Tommaso Galli          | V PT 12       | Federico Scarponi    |
| 72  | 17/06/1966 | Roma                 | Nevio Carbi            | V KOT (IM) 4  | Luigi Lucini         |
| 73  | 21/12/1966 | Latina               | Franco Zurlo           | V PT 12       | Tommaso Galli        |
| 74  | 14/06/1967 | Subiaco              | Franco Zurlo           | V PT 12       | Antonio Sassarini    |
| 75  | 21/02/1968 | Brindisi             | Franco Zurlo           | V PT 12       | Antonio Sassarini    |
| 76  | 04/12/1968 | Campobasso           | Franco Zurlo           | V SQ 6        | Carmelo Massa        |
| 77  | 08/03/1969 | Bologna              | Franco Zurlo           | PARI 12       | Enzo Farinelli       |
| 78  | 27/09/1969 | Cagliari             | Enzo Farinelli         | V PT 12       | Carmelo Massa        |
| 79  | 01/09/1970 | La Spezia            | Antonio Sassarini      | V KO 12       | Franco Innocenti     |
| 80  | 30/06/1971 | Viareggio            | Enzo Farinelli         | V SQ 8        | Salvatore Fabrizio   |
| 81  | 22/12/1971 | La Spezia            | Antonio Sassarini      | V KO 12       | Enzo Farinelli       |
| 82  | 28/01/1972 | Milano               | Antonio Sassarini      | V PT 12       | Ambrogio Mariani     |
| 83  | 01/08/1972 | Genova               | Salvatore Fabrizio     | V PT 12       | Enzo Farinelli       |
| 84  | 08/12/1972 | Cagliari             | Salvatore Fabrizio     | V PT 12       | Efisio Onidi         |
| 85  | 08/02/1973 | Bergamo              | Salvatore Fabrizio     | PARI 12       | Ferdinando Ripamonti |
| 86  | 17/04/1973 | Genova               | Salvatore Fabrizio     | V PT 12       | Ambrogio Mariani     |
| 87  | 15/02/1974 | Milano               | Ambrogio Mariani       | V KO 6        | Luigi Tessarin       |
| 88  | 19/07/1974 | Brescia              | Ambrogio Mariani       | PARI 12       | Salvatore Fabrizio   |
| 89  | 23/11/1974 | Pordenone            | Ambrogio Mariani       | V PT 12       | Franco Petrozzi      |
| 90  | 14/03/1975 | Milano               | Franco Zurlo           | V KOT 3       | Ambrogio Mariani     |
| 91  | 08/10/1975 | Arma di Taggia       | Salvatore Fabrizio     | V KOT (IM) 10 | Ambrogio Mariani     |
| 92  | 09/07/1976 | Latina               | Franco Zurlo           | V KOT (IM) 10 | Teodoro Corallo      |
| 93  | 25/02/1977 | Vigevano             | Luigi Tessarin         | V PT 12       | Teodoro Corallo      |
| 94  | 10/06/1977 | Vigevano             | Luigi Tessarin         | V PT 12       | Claudio Tanda        |
| 95  | 07/10/1977 | Capua                | Franco Buglione        | V PT 12       | Luigi Tessarin       |
| 96  | 31/03/1978 | Capua                | Franco Buglione        | V PT 12       | Claudio Tanda        |
| 97  | 13/10/1978 | Ravenna              | Alfredo Mulas          | V PT 12       | Luigi Tessarin       |
| 98  | 20/04/1979 | Milano               | Giuseppe Fossati       | V PT 12       | Luigi Tessarin       |
| 99  | 30/11/1979 | Forlì                | Valerio Nati           | V PT 12       | Giuseppe Fossati     |
| 100 | 24/04/1980 | Forlì                | Valerio Nati           | V KOT 3       | Franco Buglione      |
| 101 | 06/08/1980 | Silvi Marina         | Giuseppe Fossati       | V KOT (IM) 11 | Giancarlo Ravaioli   |
| 102 | 04/04/1981 | Pavia                | Giuseppe Fossati       | V KOT (AB) 11 | Giancarlo Ravaioli   |
| 103 | 18/02/1982 | Cagliari             | Giuseppe Fossati       | V PT 12       | Roberto Serreli      |
| 104 | 09/07/1982 | Pineto               | Walter Giorgetti       | V PT 12       | Roberto Serreli      |
| 105 | 08/10/1982 | Pesaro               | Walter Giorgetti       | V KOT 8       | Giancarlo Ravaioli   |
| 106 | 24/03/1983 | Bergamo              | Walter Giorgetti       | PARI 12       | Paolo Castrovilli    |
| 107 | 14/10/1983 | Milano               | Ciro De Leva           | V SQ 10       | Paolo Castrovilli    |
| 108 | 25/03/1984 | Chiavari             | Ciro De Leva           | V KO 2        | Giuseppe Fossati     |
| 109 | 20/04/1985 | Ceriale              | Maurizio Lupino        | V KOT (IM) 6  | Paolo Castrovilli    |
| 110 | 07/03/1986 | Vercelli             | Maurizio Lupino        | V KOT (IM) 7  | Antonio Picardi      |
| 111 | 29/03/1986 | Roccaraso            | Maurizio Lupino        | V KOT (IM) 9  | Antonio Picardi      |
| 112 | 10/10/1986 | Cefalù               | Vincenzo Belcastro     | V PT 12       | Maurizio Lupino      |
| 113 | 06/12/1986 | Lamezia Terme        | Vincenzo Belcastro     | V SQ 7        | Maurizio Lupino      |
| 114 | 27/02/1987 | Vallecrosia          | Vincenzo Belcastro     | PARI 12       | Alessandro de Santis |
| 115 | 02/06/1987 | Casoria              | Antonio Picardi        | V PT 12       | Vincenzo Belcastro   |
| 116 | 08/01/1988 | Casoria              | Alessandro De Santis   | V KOT (IM) 3  | Antonio Picardi      |
| 117 | 26/03/1988 | Crotone              | Alessandro De Santis   | V KOT (IM) 6  | Antonio Picardi      |
| 118 | 24/07/1988 | San Vincenzo         | Maurizio Lupino        | V PT 12       | Alessandro De Santis |
| 119 | 02/07/1989 | Crotone              | Alessandro De Santis   | V PT 12       | Antonio Picardi      |
| 120 | 18/11/1989 | Lumezzane            | Alessandro De Santis   | V KOT 6       | Roberto Cirelli      |
| 121 | 10/06/1990 | Casoria              | Antonio Picardi        | V KOT (IM) 5  | Alessandro De Santis |
| 122 | 26/02/1992 | San Pellegrino Terme | Antonio Picardi        | V PT 12       | Andrea Mannai        |
| 123 | 08/04/1992 | San Pellegrino Terme | Antonio Picardi        | V KOT 5       | Alessandro De Santis |
| 124 | 20/06/1992 | Acqui Terme          | Antonio Picardi        | V PT 12       | Andrea Mannai        |
| 125 | 06/11/1992 | Carisolo             | Antonio Picardi        | V PT 12       | Andrea Mannai        |
| 126 | 02/05/1996 | Civitavecchia        | Gian Maria Petriccioli | V KOT (IM) 7  | Mercurio Ciaramitaro |
| 127 | 31/08/1996 | Palma di Montechiaro | Gian Maria Petriccioli | V SQ 8        | Antonello Melis      |
| 128 | 24/05/1997 | Rieti                | Mercurio Ciaramitaro   | V SQ 7        | Antonello Melis      |
| 129 | 18/08/1997 | Campobello di Mazara | Mercurio Ciaramitaro   | V KOT 3       | Michele Poddighe     |
| 130 | 13/06/1998 | Partanna             | Mercurio Ciaramitaro   | V PT 10       | Antonello Melis      |
| 131 | 18/09/2003 | Olbia                | Simone Maludrottu      | V PT 9 (dt)   | Emiliano Salvini     |
| 132 | 19/03/2010 | Firenze              | Rodrigo Bracco         | V KOT 10      | Pio Antonio Nettuno  |
| 133 | 22/04/2011 | Agnosine             | Rodrigo Bracco         | V PT 10       | Pio Antonio Nettuno  |
| 134 | 20/07/2012 | Signa                | Rodrigo Bracco         | V PT 10 UD    | Pio Antonio Nettuno  |
| 135 | 10/10/2014 | Avezzano             | Giodi Scala            | V PT 10       | Pio Antonio Nettuno  |